# Oficyna Literacka
Oficyna Literacka – polskie wydawnictwo założone w 1978 roku w Krakowie.

## Działalność
Wydawnictwo zostało założone w 1978 roku w Krakowie jako Krakowska Oficyna Studentów (KOS) przez Henryka Karkoszę. W 1982 roku KOS została przemianowana na Oficynę Literacką. Do 1989 roku wydawnictwo działało w drugim obiegu wydawniczym.
Po transformacji ustrojowej w Polsce, związanej z przyjęciem modelu gospodarki wolnorynkowej, wydawnictwo radziło sobie „kiepsko”. Pod koniec lat 90. XX wieku Oficyna Literacka zaprzestała wydawania książek. Próby reaktywowania wydawnictwa ustały w 2004 roku, gdy Bronisław Wildstein i Bogusław Sonik oskarżyli Henryka Karkoszę o tajną współpracą ze Służbą Bezpieczeństwa. Jeszcze jedna próba reaktywacji została podjęta w 2011 roku.
W sumie nakładem Krakowskiej Oficyny Studentów i Oficyny Literackiej ukazało się około sto czterdzieści tytułów.